# Koninklijke Sphinx

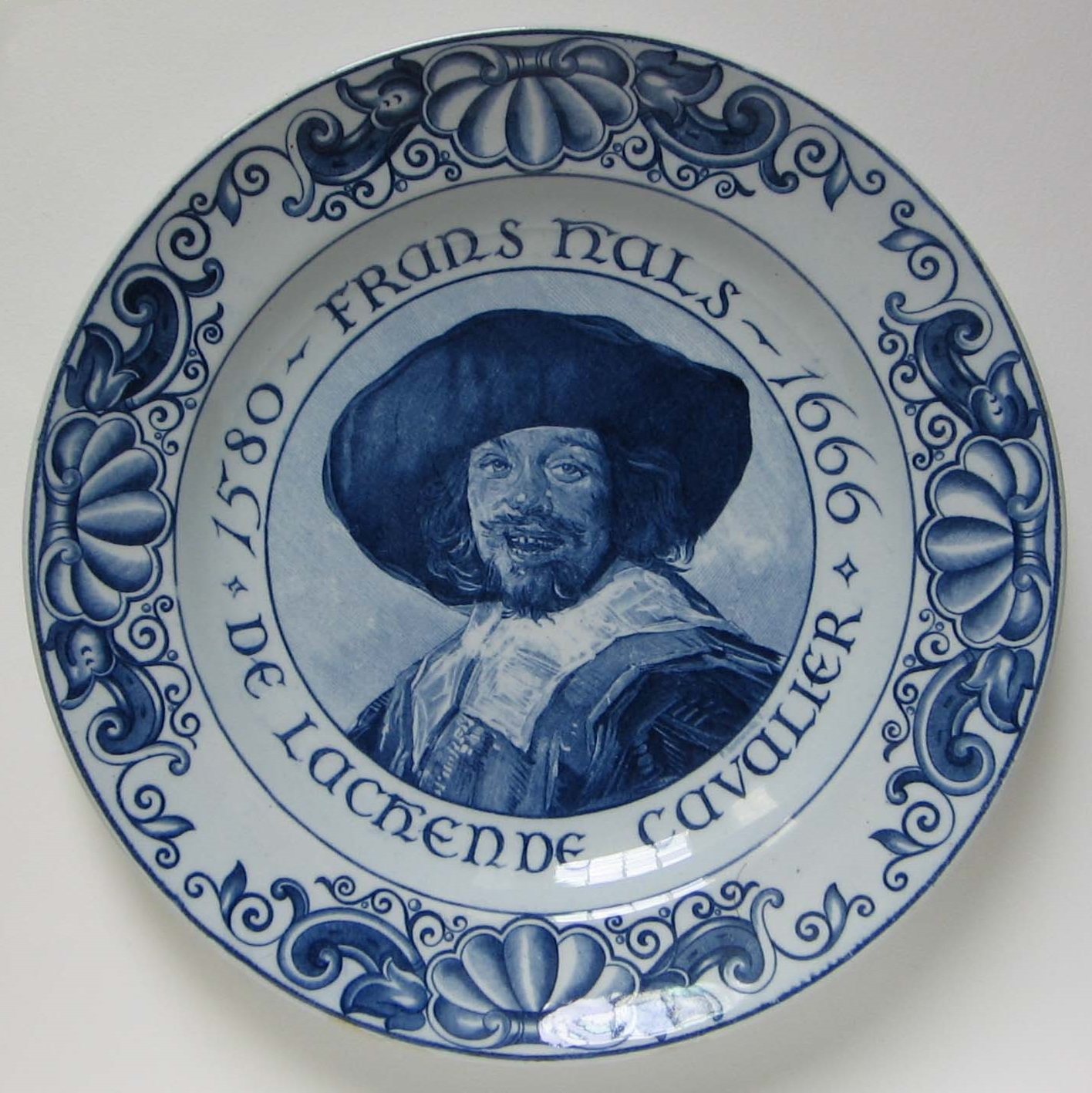
Koninklijke Sphinx decorativie plate

Koninklijke Sphinx är en nederländsk porslinstillverkare som grundades 1834 i Maastricht. Koninklijke Sphinx köpte AB Gustavsberg av Kooperativa Förbundet 1994. 2000 såldes Gustavsberg till Villeroy & Boch och samma år blev Koninklijke Sphinx en del av Sanitec och ingår sedan 2015 i Geberit.